# Pull Me Under
Pull Me Under — первый трек и первый сингл в альбоме Images and Words американской прогрессив-метал группы Dream Theater, выпущенный на лейбле Atco Records в 1992 году.
Композиция «Pull Me Under», изначально называвшаяся «Oliver’s Twist», и по сей[какой?] день является самой известной композицией всего творчества Dream Theater. Во время и после выхода второго студийного альбома Images and Words вместе с «Another Day» коллектив записал сингл «Pull Me Under», в который также входила укороченная 5-минутная радиоверсия композиции. Сразу после его релиза на песню был снят видеоклип, после чего он стал транслироваться по телеканалу MTV, а также на различных радиостанциях.
В одном из интервью сам барабанщик группы Майк Портной сказал: «Это была просто 8-минутная песня, и это чистая случайность, что она заинтересовала MTV и радиостанции». Композиция также заняла 10-е место в Billboard Hot Mainstream Rock Tracks чарте. Сингл выпускался в основном в целях продвижения коллектива, поэтому он имел больший успех, чем остальные композиции группы. В 2007 году «Pull Me Under» вошла в компиляцию Greatest Hit (...and 21 Other Pretty Cool Songs), название «хит» которой отсылается именно к самой песне.
Группа достаточно часто исполняет композицию на концертах и как начало, и как заключение, и как бис. Её можно услышать на таких релизах коллектива как Live at the Marquee, Once in a LIVEtime, Live at Budokan и Images and Words: Live in Tokyo.

## Текст
Кевин Мур, написавший текст песни, черпал своё вдохновение в тексте шекспировского «Гамлета». Сама песня исполняется от лица принца Гамлета. Текст песни содержит отсылки к пьесе, вторя желанию Гамлета уступить своему желанию отомстить за отца ценой собственного рассудка. В последние мгновения песни Джеймс Лабри поёт единственную прямую цитату из пьесы: «O, that this too, too solid flesh would melt».

О, если б этот плотный сгусток мяса

Растаял, сгинул, изошел росой!

Иль если бы Предвечный не уставил

Запрет самоубийству! Боже! Боже!

Каким докучным, тусклым и ненужным

Мне кажется все, что ни есть на свете!
Оригинальный текст (англ.)O, that this too, too solid flesh would melt,

Thaw, and resolve itself into a dew!

Or that the Everlasting had not fix'd

His canon 'gainst self-slaughter! O God! God!

How weary, stale, flat, and unprofitable

Seem to me all the uses of this world!
— акт 1, сцена 2 (перевод Михаила Лозинского)

## Список композиций
| №  | Название                        | Текст песни | Музыка        | Длительность |
| -- | ------------------------------- | ----------- | ------------- | ------------ |
| 1. | «Pull Me Under» (Radio Edit.)   | Кевин Мур   | Dream Theater | 5:54         |
| 2. | «Pull Me Under» (Album Version) | Мур         | Dream Theater | 8:11         |

## Позиции в чартах
| Год  | Чарт                                  | Позиция |
| ---- | ------------------------------------- | ------- |
| 1992 | Billboard: Hot Mainstream Rock Tracks | 10      |

## Интересные факты
- Демозапись «Pull Me Under» («Oliver’s Twist») включала в себя инструментальную секцию, которая не вошла в альбомную версию, но была использована в следующем студийном альбоме Awake в композиции «Erotomania».
- 3 июля 2012 года на YouTube Red Sheep Cinema опубликовали кавер-версию на «Pull Me Under» с участием подростков-музыкантов от десяти до восемнадцати лет[10][значимость факта?]